# He nacido en Buenos Aires
He nacido en Buenos Aires és una pel·lícula en blanc i negre argentina dirigida per Francisco Múgica sobre el guió de Rodolfo Manuel Taboada que es va estrenar el 3 de setembre de 1959 i que va tenir com a protagonistes Mario Fortuna, Gilda Lousek, Enzo Viena i Santiago Arrieta. Va formar part de la selecció oficial del Festival Internacional de Cinema de Sant Sebastià 1960.

## Sinopsi
La vida de tres joves portenys fins que integren una orquestra típica que porta el tango a Europa durant la campanya electoral d'Hipólito Irigoyen.

## Repartiment
- Mario Fortuna
- Gilda Lousek
- Enzo Viena
- Santiago Arrieta
- María Luisa Robledo
- Alberto Argibay
- Ignacio Quirós
- Isabel Muñoz
- Oscar Orlegui
- Isabel Sánchez
- Analía Paz
- Guillermo Briones
- Cecil Bourdais
- Lilián Blanco
- Carlos Carella
- Carlos Daniel Reyes
- Mario Amaya
- Guillermo Longoni
- Raúl Deval
- Marta González
- Cayetano Biondo
- Carlos Bianquet
- Domingo Garibotto

## Comentarios
Jorge Miguel Couselo a Correo de la Tarde va dir:
| « | ”Honest film argentí. El seu estil (el de Mugica) és d'un cinema argentin d'anys enrere, però plasma amb honestedat i mesura els elements al fet que recorre i aconsegueix amb ells un espectacle comunicatiu i directe d'inequívoca honradesa.” | » |

José Gobello va opinar:
| « | ”És tan dolenta com si s'hagués filmat en la més horrible i oprobiosa tirania. I no per falta de bona voluntat. Al contrari, són visibles els esforços realitzats per a aconseguir una gran pel·lícula.” | » |

Per la seva part Manrupe i Portela escriuen:
| « | ”Anacrònic film del 1900 que inexplicablement va ser un succés de públic i va significar el ressorgiment del director.” | » |